# Graptopetalum
Graptopetalum (lat. Graptopetalum) je mali rod biljaka iz reda Saxifragales i sadrži 12 vrsta iz Meksika te s jugozapada SAD. Ove biljke po izgledu sliče na Echeverie, ali su vrlo blizu i grupi Sedum: imaju atraktivan izgled nalik na rozete, s prorijeđeno obojenim listovima koji povremeno imaju i pjege. Cvjetovi su im široki 1,2 cm, crvene su i bijele boje, a njihovo je sjemenje jako malo.
Biljke ove vrste mogu podnijeti laganu hladnoću, ali su osjetljive na ekstremnu vrućinu i jako ih je teško održati živima ljeti u pustinjama Arizone.
Graptopetalum se lako razmnožava pomoću sjemenja ili rezanjem listova (reznica).

## Vrste
1. Graptopetalum amethystinum (Rose) E.Walther
2. Graptopetalum bartramii Rose
3. Graptopetalum bellum (Moran & J.Meyrán) D.R.Hunt
4. Graptopetalum bernalense (Kimnach & R.C.Moran) V.V.Byalt
5. Graptopetalum filiferum (S.Watson) Whitehead
6. Graptopetalum fruticosum Moran
7. Graptopetalum glassii Acev.-Rosas & Cházaro
8. Graptopetalum grande Alexander
9. Graptopetalum macdougallii Alexander
10. Graptopetalum marginatum Kimnach & Moran
11. Graptopetalum pachyphyllum Rose
12. Graptopetalum paraguayense (N.E.Br.) E.Walther
13. Graptopetalum pentandrum Moran
14. Graptopetalum pusillum Rose
15. Graptopetalum rusbyi (Greene) Rose
16. Graptopetalum saxifragoides Kimnach
17. Graptopetalum superbum (Kimnach) Acev.-Rosas